# Cyrtoclytus keiichii
Cyrtoclytus keiichii är en skalbaggsart som beskrevs av Tatsuya Niisato 1999. Cyrtoclytus keiichii ingår i släktet Cyrtoclytus och familjen långhorningar. Inga underarter finns listade i Catalogue of Life.